# Matti Pajari
Matti Pajari (* 17. März 1979) ist ein ehemaliger finnischer Bahn- und Straßenradrennfahrer.
Matti Pajari wurde 2005 finnischer Bahnradmeister im Scratch. Im Jahr darauf verteidigte er diesen Titel. 2005 und 2006 belegte er jeweils den zweiten Platz bei dem heimischen Eintagesrennen Mynämäen ajot. In der Saison 2007 wurde Pajari in Kälviä finnischer Meister im Straßenrennen. Beim Lauf des Bahnrad-Weltcups 2008/09 in Manchester belegte er den zwölften Platz in der Einerverfolgung. 2009 gewann er den Rosendahl Grand Prix in Finnland.

## Erfolge – Bahn
2005
- Finnischer Meister – Scratch

2006
- Finnischer Meister – Scratch

## Erfolge – Straße
2007
- Finnischer Meister – Straßenrennen